# Chicago Times
 El Chicago Times fue un periódico de Chicago, Illinois, Estados Unidos, desde 1854 hasta 1895, cuando se fusionó con el Chicago Herald, para convertirse en el Chicago Times-Herald. El Times-Herald desapareció efectivamente en 1901 cuando se fusionó con el Chicago Record para convertirse en el Chicago Record-Herald.
El Times fue fundado en 1854 por James W. Sheahan, con el apoyo del demócrata y abogado Stephen A. Douglas, y se identificó como un periódico pro-esclavista. En 1861, después de que el periódico fuera comprado por el periodista demócrata Wilbur F. Storey, el Times comenzó a abrazar el punto de vista de copperheads, apoyando a los demócratas del Sur y denunciando las políticas de Abraham Lincoln. Durante la Guerra de Secesión, el general Ambrose Burnside, jefe del Departamento del Ohio, suprimió el periódico en 1863 por su hostilidad a la causa de la Unión, pero Lincoln levantó la prohibición cuando se enteró.
Storey y Joseph Medill, editor del Chicago Tribune, de tendencia republicana, mantuvieron una fuerte rivalidad durante algún tiempo. En 1888, el periódico vio la breve incorporación de Finley Peter Dunne a su plantilla. Dunne era un columnista cuyas sátiras del Sr. Dooley le valieron el reconocimiento nacional. Tras sólo un año, Dunne dejó el Times para trabajar en el rival Chicago Tribune.
En 1895, el Times se convirtió en el Chicago Times-Herald tras una fusión con el Chicago Herald, un periódico fundado en 1881 por James W. Scott. Tras la repentina muerte de Scott en las semanas siguientes a la fusión, H. H. Kohlsaat se hizo cargo del nuevo periódico. Cambió su dirección de una publicación "democrática" a una "republicana independiente". Apoyó la política del "sound money" (contra la plata libre) en las elecciones presidenciales de 1896.
Kohlsaat compró el Chicago Record al editor del Chicago Daily News, Victor F. Lawson, en 1901, y lo fusionó con el Times-Herald para formar el Chicago Record-Herald. Frank B. Noyes adquirió entonces una participación en el nuevo periódico y ejerció de editor, con Kohlsaat como redactor.